# 아랫돈배섬
아랫돈배섬은 전라남도 고흥군 과역면에 있는 섬이다. 특정도서로 지정하여 관리되고 있다.

## 특정도서
아랫돈배섬은 타포니, 자갈해안, 단구면이 발달하고 있고, 멸종위기종 Ⅱ급 삵이 서식하고 있으며, 해안무척추동물의 종 다양성이 높아 「독도 등 도서지역의 생태계보전에 관한 특별법」에 의거 특정도서로 지정되었다.
- 지정번호 : 제170호
- 면적 : 11,651m2
- 지번 : 전라남도 고흥군 과역면 백일리 산1034번지